# Kartal (Name)
Kartal ist ein türkischer männlicher Vorname und Familienname mit der Bedeutung „Adler“.

## Namensträger

### Vorname
- Kartal Tibet (1939–2021), türkischer Schauspieler, Filmregisseur, -produzent und Drehbuchautor

### Familienname
- Alpaslan Kartal (* 1977), türkischer Fußballspieler
- Erhan Kartal (* 1993), türkischer Fußballspieler
- Erhan Can Kartal (* 1998), türkischer Schauspieler
- Felicia Kartal (* 2000), schwedische Schauspielerin
- Hüseyin Kartal (* 1982), türkischer Fußballspieler
- İsmail Kartal (* 1961), türkischer Fußballspieler und -trainer
- Kazım Kartal (1936–2003), türkischer Schauspieler
- Melih Kartal (* 1995), türkischer Fußballspieler
- Samed Kartal (* 1988), türkischer Fußballspieler
- Sonay Kartal (* 2001), britische Tennisspielerin